# Нічого особливого сьогодні не сталося (Цілком таємно)
Нічого особливого сьогодні не сталося (англ. Nothing Important Happened Today) — 1-й епізод дев'ятого сезону серіалу «Цілком таємно». Епізод належить до «міфології серіалу» і надає змогу краще із нею ознайомитися. Прем'єра в мережі «Фокс» відбулася 11 листопада 2001 року.
У США серія отримала рейтинг Нільсена, рівний 6.5, це означає — в день виходу її подивилися 10.6 мільйона глядачів.

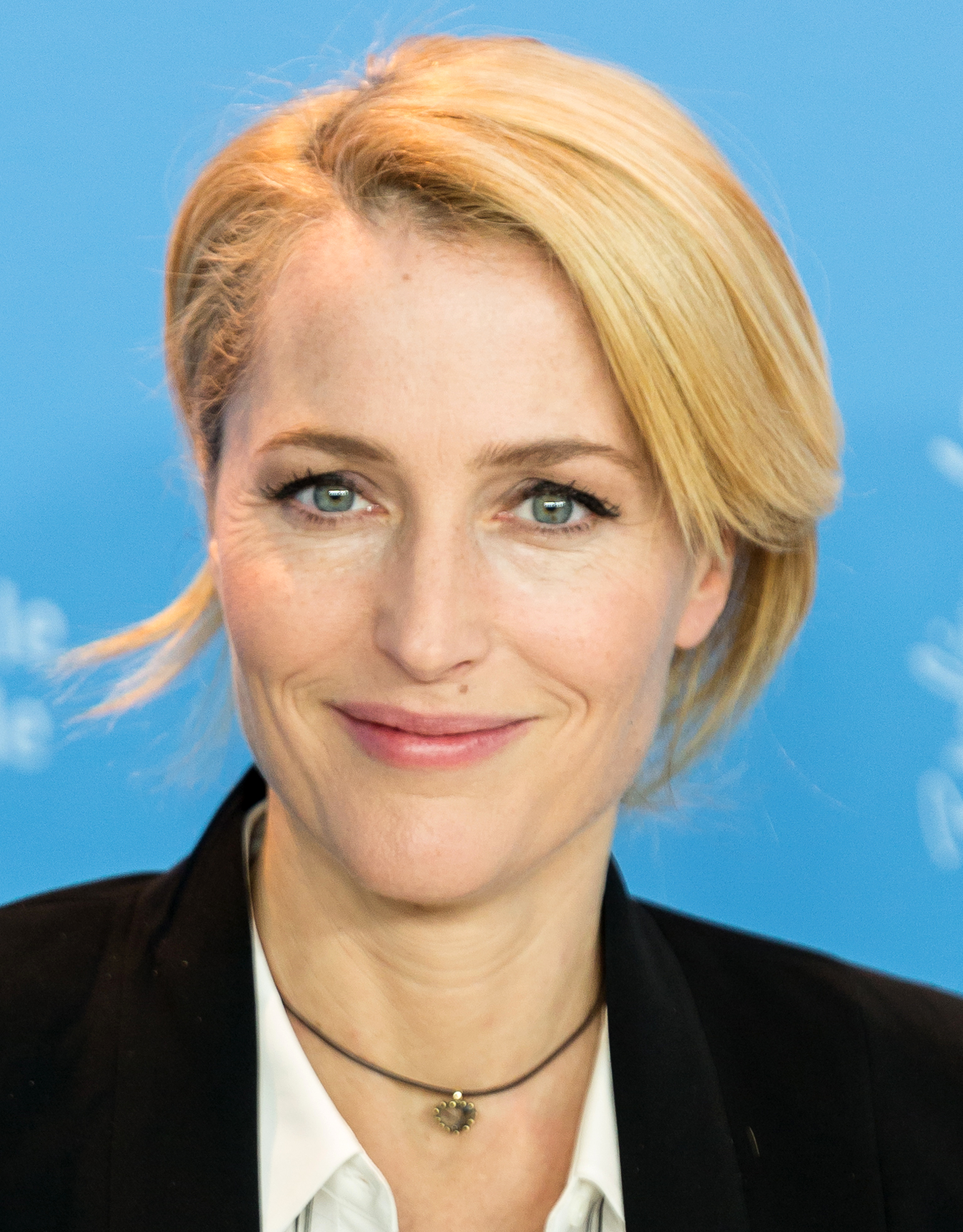

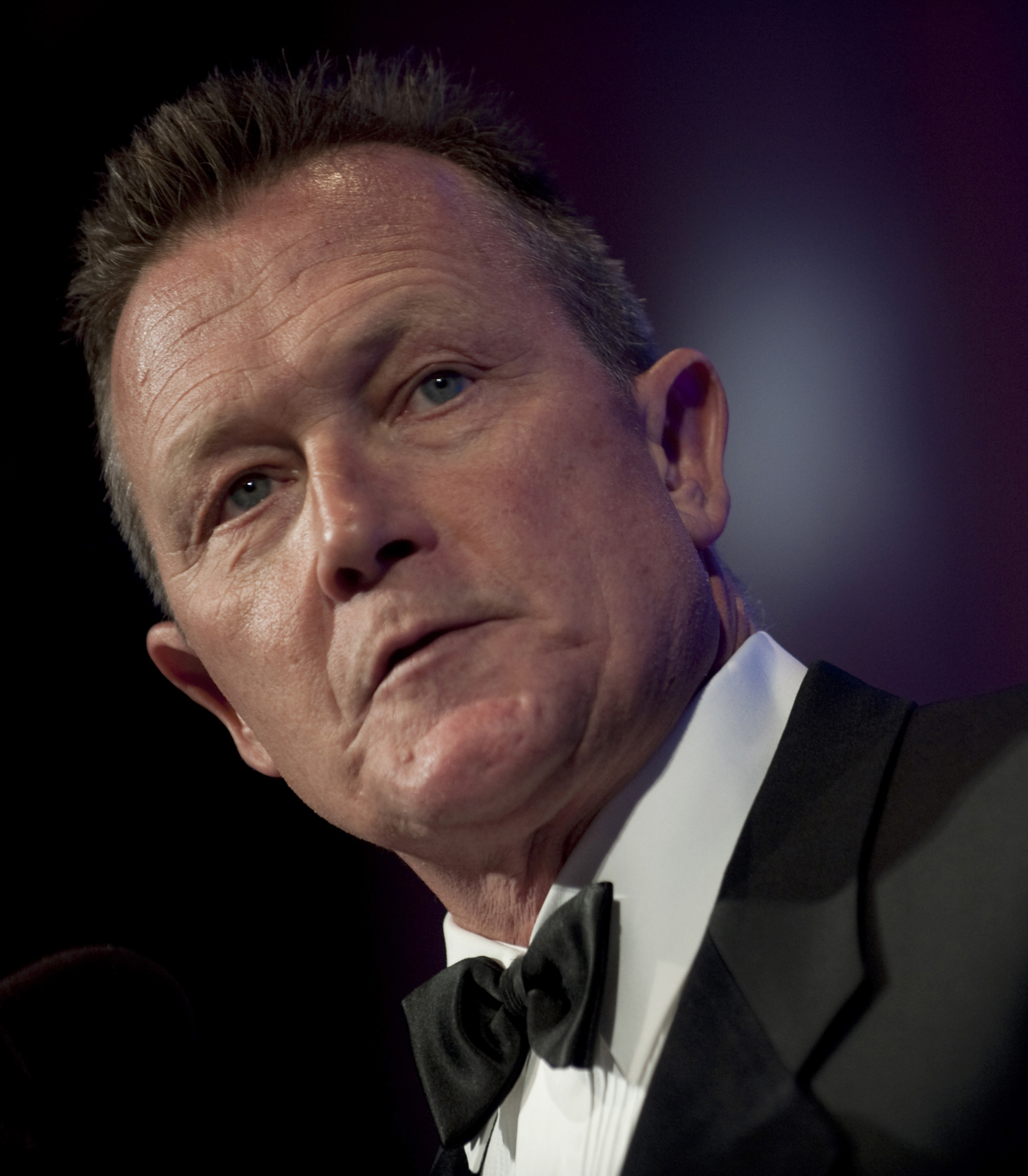

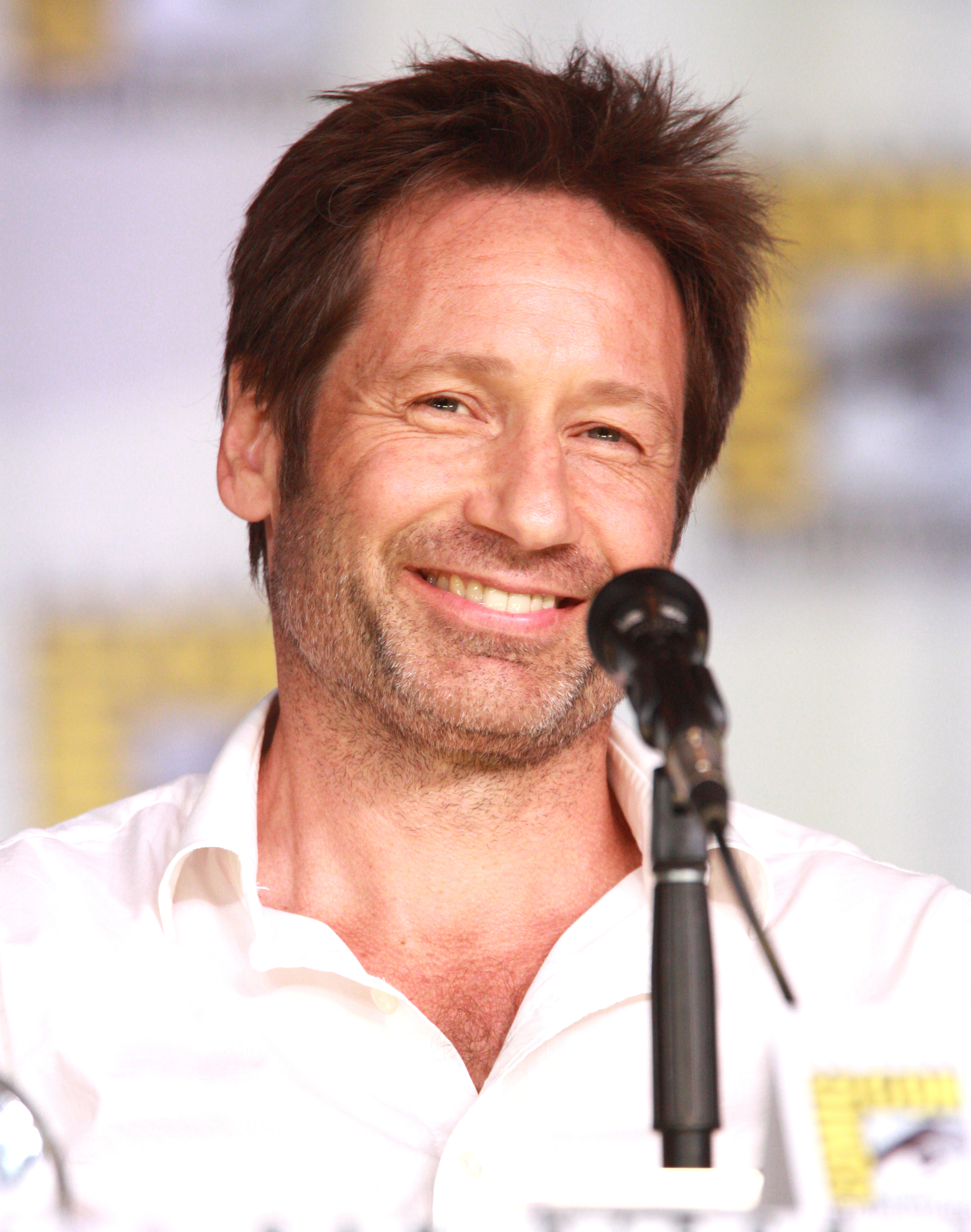

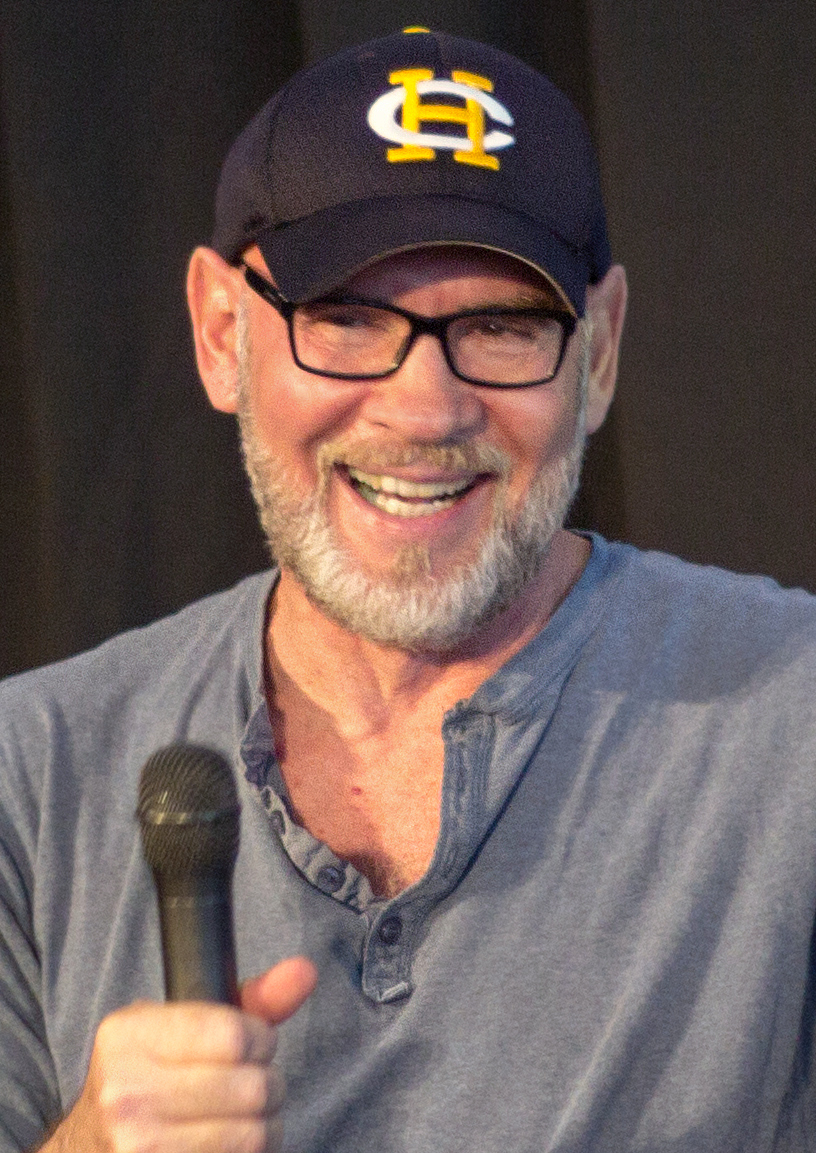

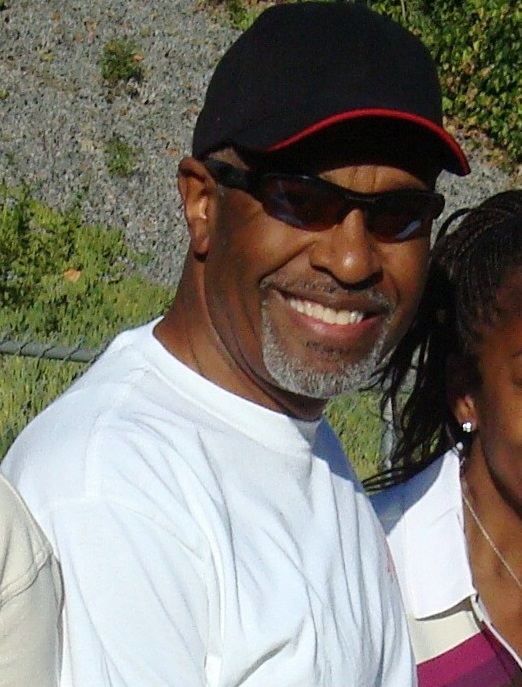

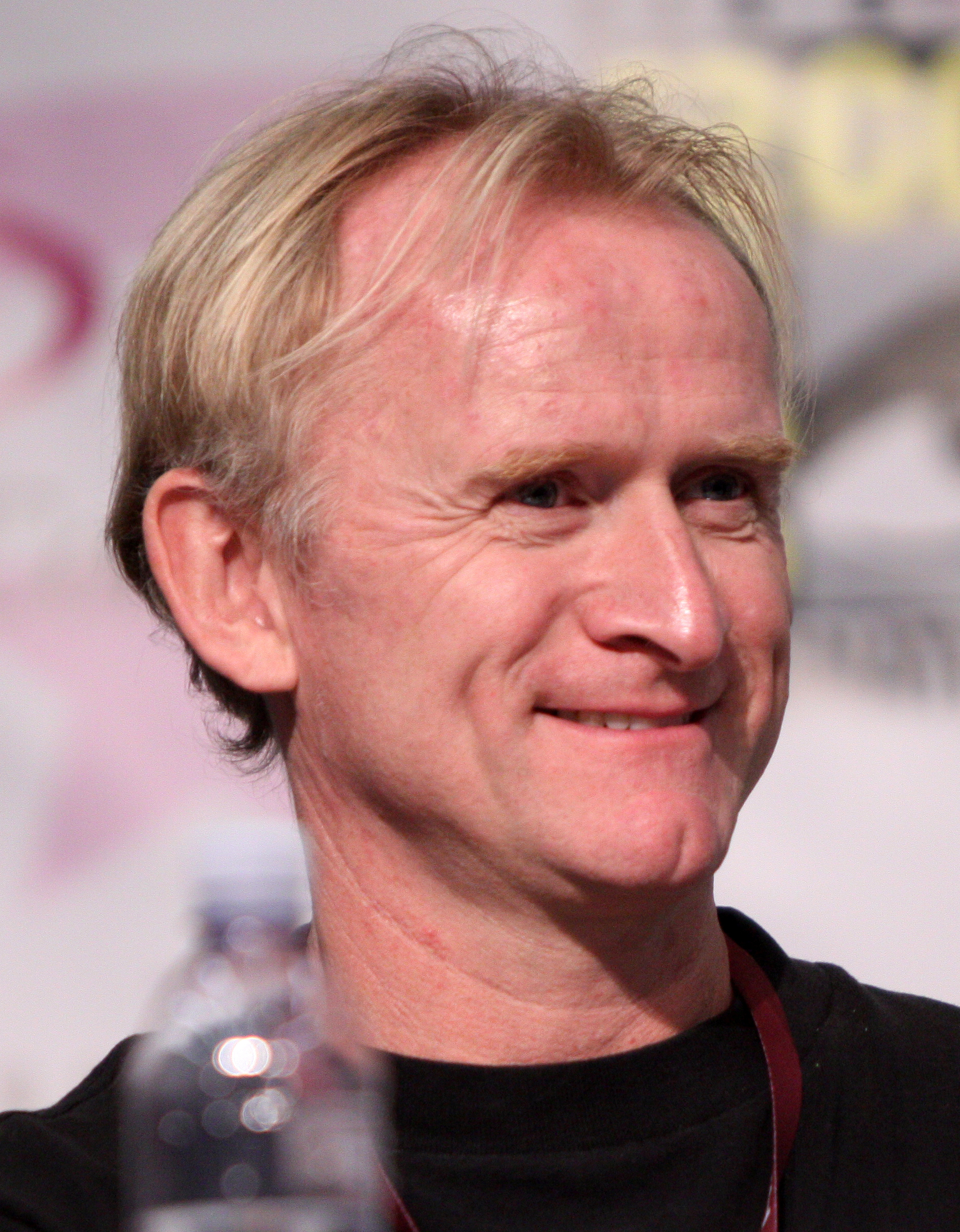

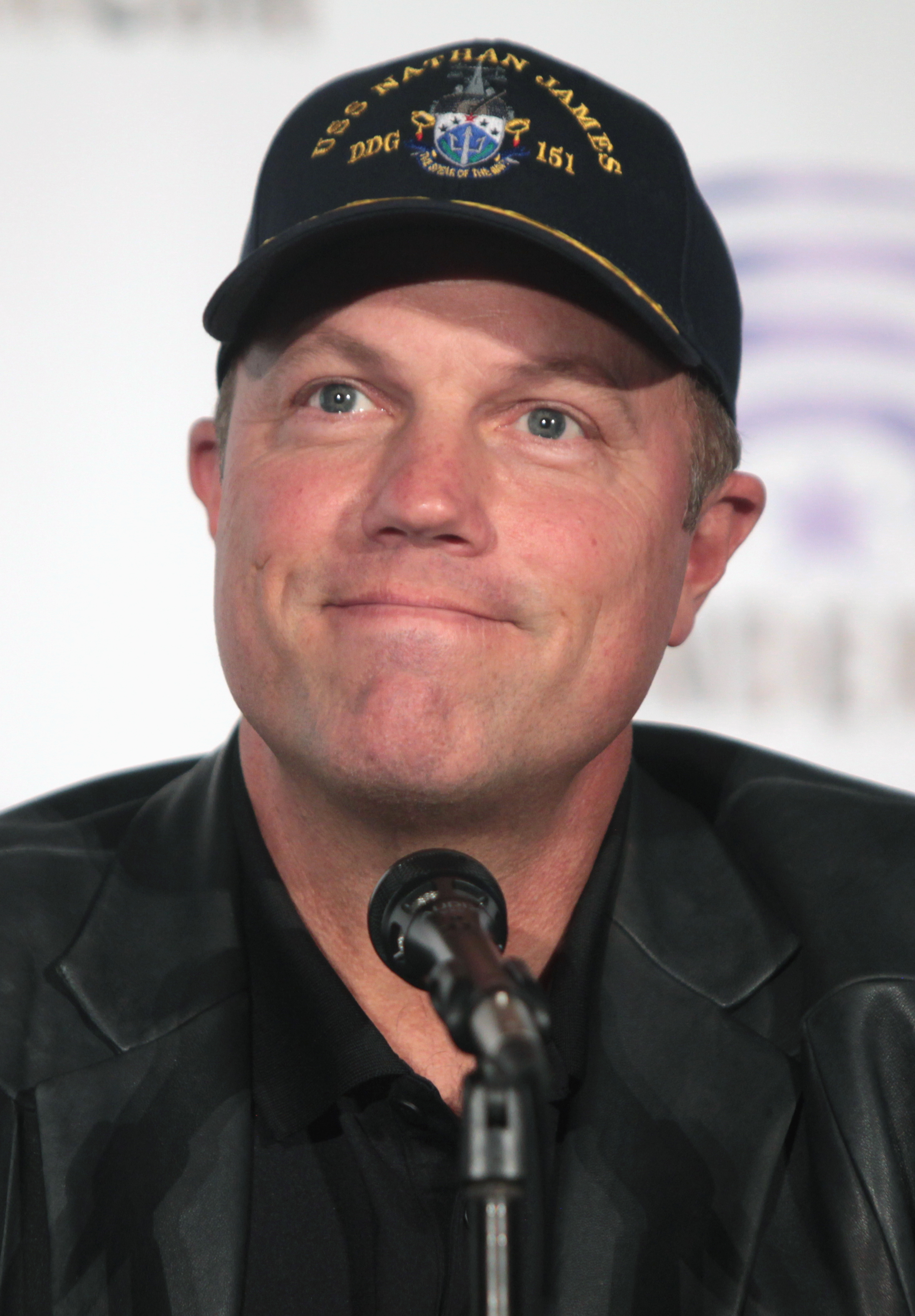

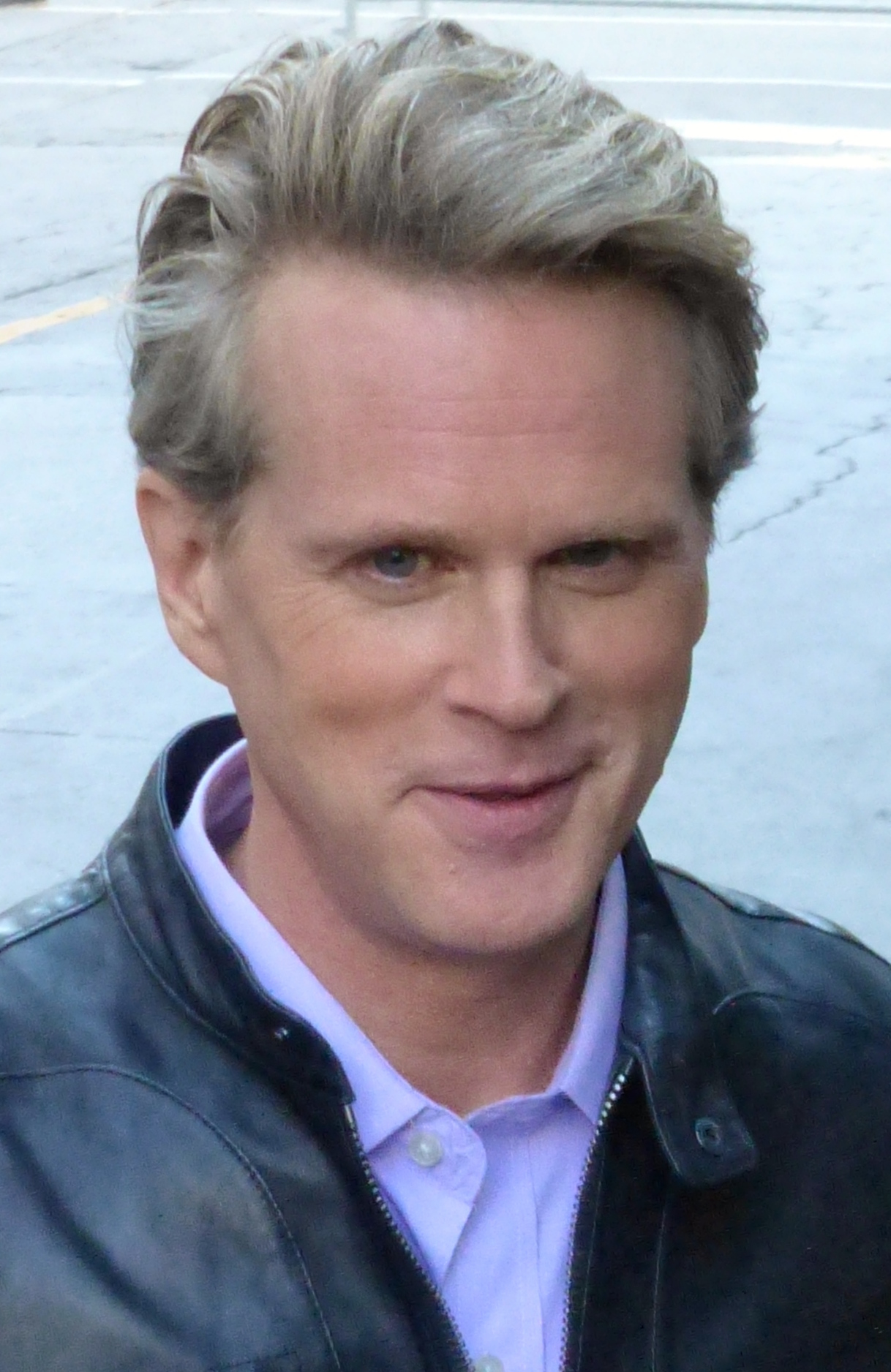

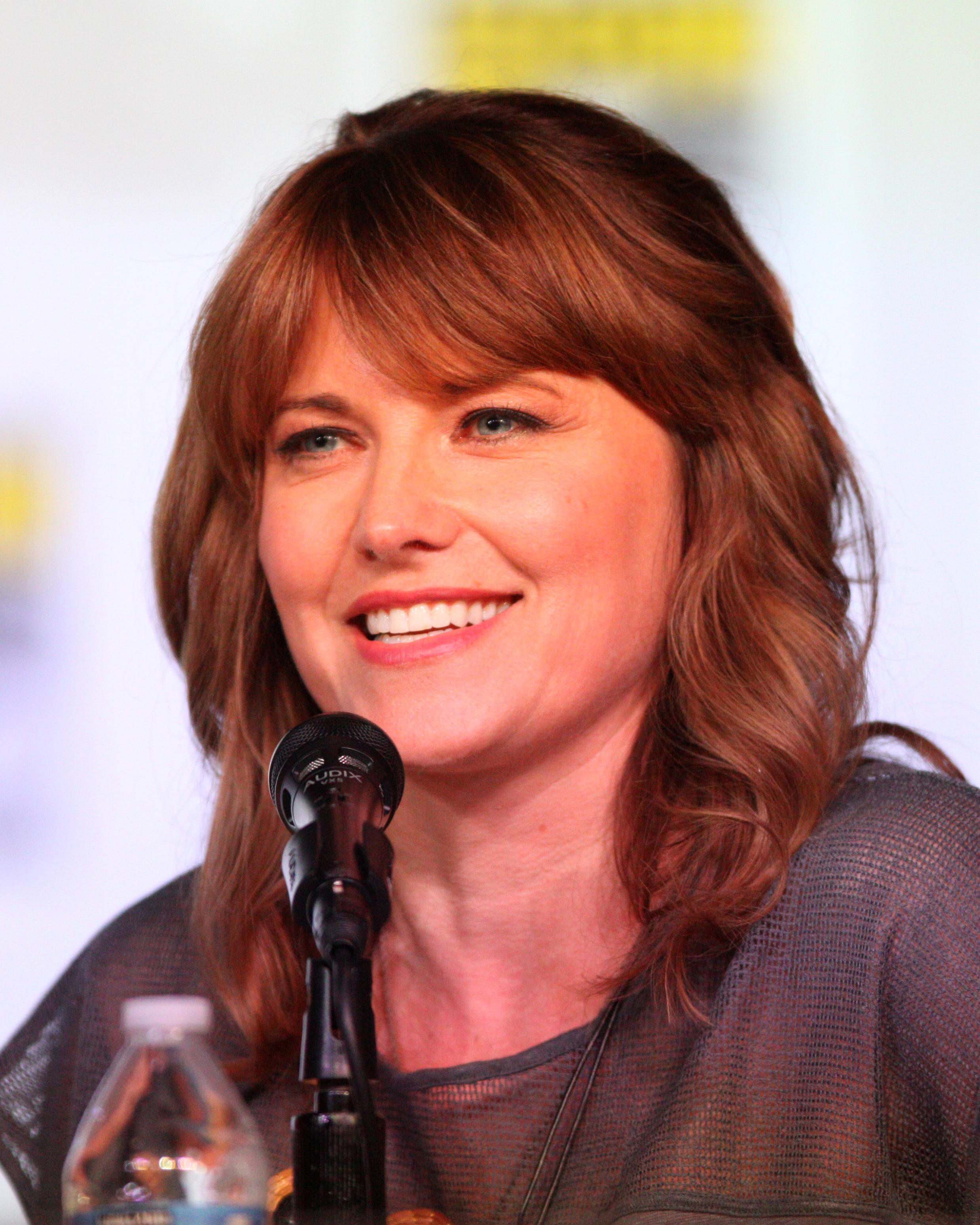

Доггетт займається розслідуванням діяльності заступника директора ФБР Елвіна Керша, а також дивною смертю співробітника агенції з охорони навколишнього середовища. Коли він приходить за консультацією до Малдера, виявляється, що той зник, а агент Рейєс отримує від заступника директора Бреда Фоллмера запис зі стоянки ФБР, де відсутні всі події, що відбувалися в серії «Існування». Скаллі та Скіннер намагаються відговорити Доггетта від розслідування, але той не слухає їх і незабаром виходить на свою колишню товаришку по службі Шеннон Макмехон.

## Зміст
Істина поза межами досяжного
Карл Вормус, службовець EPA, зустрічає красиву жінку Шеннон Макмегон у барі Балтімора. Вони спілкуються за барним столиком і обговорюють імовірність додавання хлораміну в питну воду. Поки він везе її додому у відкритому кабріолеті, розвідний міст зачиняється. Шеннон збиває машину з мосту і тримає Вормуса під водою, поки він не потоне.
Через дві доби Моніка Рейєс зустрічається з помічником директора ФБР Бредом Фолмером в його офісі — у них були раніше романтичні стосунки, де він передає їй дві відеокасети з ночі народження сина Дейни Скаллі. Доггетт і Керш змушено їдуть в одному ліфті — їхня розмова більш схожа на холодну війну. На записах немає доказів паранормальних подій, про які повідомив Джон Доггетт — довести причетність Керша буде практично неможливо. Рейєс відвідувала парковку — за 2 доби там усе прибрали. Доггетт йде до квартири Фокса Малдера щоб проконсультуватися з ним, але знаходить її порожньою. Тим часом Макмехон спливає на водоочисному заводі в Меріленді і топить там робітника.
Джон відвідує Дейну але Скаллі відмовляється розповісти Доггетту про місцезнаходження Малдера. Тим часом Волтер Скіннер закликає Рейєс і Доггетта припинити розслідування дій заступника директора Елвіна Керша проти «Секретних матеріалів». Фолмер увечері в барі зустрічається із Рейєс і повідомляє — розслідування закрите. Скаллі відмовляється надати Джону дані про місцеперебування Малдера — і просить закрити справу та ніколи до неї не приходити. Доггетт намагається зв'язатися із деякими зі своїх старих друзів з морської піхоти, щоб дізнатися, що сталося із Ноулом Рорером. На світлині він серед співслужбовців бачить Макмегон. Доггетт знаходить деяких співслужбовіців і розаитує про Рорера. Тим часом у штаб-квартирі ФБР невидима фігура передає Рейєс некролог Вормуса. Дитина Скаллі змушує крутитися вітрячок із зірочками над ліжечком. Скаллі шокована, зв'язується з Доггеттом і просить його продовжити розслідування. Керш і Скіннер сваряться із Доггеттом що він без дозволу забрав із моргу тіло Вормуса. В цей час їм на допомогу приходять Самотні стрільці. Дейна проводить розтин Вормуса, де вона знаходить відбитки пальців на його щиколотці. До дому Скаллі приходить Макмегон і намагається її знайти. Після відходу Скаллі і Рейєс бачать Макмегон, який вивозить тіло з моргу. Фолмер, якому Керш наказав приборкати Доггетта, прибуває на місце події й звинувачує Скаллі і Рейєс в переміщенні тіла.
Самотні стрільці виявляють, що Вормус отримував дані від Роланда Макфарланда, утопленого працівника водоочисного заводу. Доггетт вривається в офіс Макфарланда разом зі Скіннером і знаходить файли про хлорамін, хімічну речовину, що викликає мутації, до прибуття групи Фолмера. Фолмер зупиняє Скіннера а Доггетт ковзає в фільтраційний резервуар, щоб сховатися, але Макмегон затягує його глибоко під воду.
Іноді ми дозволяємо страхові обманути нас

## Зйомки
Фраза «Сьогодні нічого важливого не відбулося» походить з апокрифічної історії про те, що король Георг III написав цю фразу у своєму щоденнику 4 липня 1776 року, того ж дня, коли США проголосили незалежність від Британії. Стиль початкових титрів у «Сьогодні нічого важливого не сталося» був змінений в порівнянні з оригінальними титрами, які майже завжди були такими ж протягом попередніх восьми сезонів. Кредити включали нову графіку, а також нові картки для Аннабет Гіш і Мітча Піледжі. Слоган частини 2 — «Сьогодні нічого важливого не сталося» замінив сталу фразу «Правда там».
У перщій частині відбулася поява помічника режисера Бреда Фолмера, якого назвали на честь помічника сценариста Кріса Картера. П'ять різних акторів зобразили малюка Вільяма — Ріккі Хелд, Роуді Хелд, Ешлі Натсон, Джеймс Райкер і Тревіс Райкер. Персонаж Роланд Макфарланд, який був убитий в цьому епізоді, був названий на честь віце-президента «Fox Broadcasting Company» зі стандартів і практик Роланда Макфарланда. В інтерв'ю Макфарланд прокоментував: «Це частина ціни, яку ви платите за те, що є подразником. Продюсери нарешті знайшли спосіб мене вбити!»
Дізнавшись про завершення в 2001 році «Ксени принцеси-воїна», до Лоулесс звернулися продюсери «Секретних матеріалів» з проханням взяти участь у серіалі. За словами Лоулесс, одна з причин, чому вона з'явилася в серіалі, полягала в тому, що її дочка була «божевільною фанаткою „Секретних матеріалів“». Вона прокоментувала, що знала про серіал і створила героїню Ксену на основі постаті Фокса Малдера. Спочатку Шеннон Макмехон мала бути повторюваним персонажем і повинна була з'явитися у «Правді», фіналі серіалу «Секретних матеріалів». Однак Лоулесс, яка мала в анамнезі викидні, завагітніла незабаром після того, як була знята друга частина цих епізодів; її вагітність з високим ризиком не дозволила акторці повернутися до серіалу для майбутніх епізодів. Картер назвав Лоулесс «гарячою штучкою», сказавши, що було «весело» мати жінку-суперсолдата, чого ніколи не приходило в голову ні йому, ні продюсерській групі.
У першій підводній сцені, більша частина якої була знята біля водного резервуара в «Universal Studios», Лоулесс довелося пристебнути ременем безпеки в машині, яка мала бути занурена на тринадцять футів. Насправді резервуар для води мав глибину чотири фути. Лоулесс, маючи шість футів зросту, довелося стати на коліна і дихати через кальян під час зйомки сцени. Для команди спецефектів однією з найважчих частин епізоду було приховати той факт, що Лоулесс була одягнена у купальник.

## Показ і відгуки
«Сьогодні нічого важливого не сталося, частина 1» отримала рейтинг Нільсена 6,5, що означає — його бачили 6,5 % усіх людей віком від 18 до 49 років із оцінюваних домогосподарств країни. Цей епізод переглянули 10,6 мільйона глядачів. Він згодом став другим за кількістю переглядів епізодом дев'ятого сезону після фіналу серіалу «Правда». Перша частина епізоду, яка вийшла в неділю, 11 листопада, змагалася з «Врятувати рядового Раяна», який транслювався на «ABC». Говорячи про дев'ятий сезон, Картер заявив: «Ми втратили аудиторію в першому епізоді. Це наче глядачі пішли, і я не знав, як їх знайти. Я не хотів працювати, щоб повернути їх, бо вірив — те, що ми робимо, заслуговує на їх повернення».
Пізніше епізод був включений до «The X-Files Mythology, Volume 4 — Super Soldiers», колекції DVD, яка містить епізоди, пов'язані із сюжетною лінією інопланетних суперсолдатів.
Епізод отримав неоднозначні відгуки критиків. Деріл Х. Міллер із «Лос-Анджелес Таймс» позитивно відгукнувся про нього, стверджуючи, що він «хитро написаний, добротно зіграв і похмуро сфотографований». Майкл Р. Фаркаш із «Голлівуд-репортер» надав першій частині переважно позитивну рецензію. Фаркаш назвав його «розважальним і привабливим» та відзначив «напружені повороти сюжету й захоплюючі візуальні ефекти». Оглядач «Airlock Alpha» здебільшого позитивно ставився до епізоду, за винятком Кері Елвіса в ролі Бреда Фолмера, і назвав дії Елвеса «вимушеними». Роб Лоуман з «Los Angeles Daily News» вважала, що Картер зміг «вдихнути нове життя» в міфологію серіалу та позитивно оцінив гру Люсі Лоулесс. Кен Такер з «Entertainment Weekly» поставив епізоду оцінку B+. «Starpulse» назвав змінені титри «Найбільш шокуючим моментом» у серіалі, написавши, що найбільш різкий момент «настав із початковими титрами дев'ятого сезону, повним переробленням, за яким Аннабет Гіш та Мітч Пілледжі додали до серіалу». Початкова послідовність і знайома графіка повністю вилучені. Ці титри виглядали так, ніби вони належали до іншої серії, і на той момент це було так".
Емілі Вандерверф з «The A.V. Club» відзначила першу частину оцінкою «C». Вона стверджувала, що серіал не зміг зрозуміти, як відновитися після подій 11 вересня, а також мати справу з відхлдлм Духовни. Зрештою, вона написала, що епізоди в цілому являють собою «м'який фрагмент оповідання, який, можливо, має достатньо хороших ідей для трьох чвертей епізоду, але розтягнутий на дві без особливої причини». М. А. Кренг у книзі «Заперечення правди: перегляд „Секретних матеріалів“ після 11 вересня», дуже критично ставився до сценарію, стверджуючи, що було важко «визначити якісь важливі моменти, які відбуваються під час будь-якого епізоду», але похвалив виконання продюсерською командою «деяких вражаючих декорацій». Роберт Ширман і Ларс Пірсон у книзі «Хочемо вірити — критичний посібник з Цілком таємно, Мілленіуму та Самотніх стрільців» оцінили обидва епізоди на 1 зірку з п'яти. У рецензії на першу частину вони відзначили, що «це не найнудніший початок сезону „Секретних матеріалів“, (але) цей епізод… має всю пристрасть туманного ранку понеділка». Маріса Гатрі з «Boston Herald» вважала, що персонаж Джилліан Андерсон, Дейна Скаллі, стала «інтелектуально неплідною».

## Знімалися
| Актор                  | Роль                    |
| ---------------------- | ----------------------- |
| Роберт Патрік          | Джон Доггетт            |
| Джилліан Андерсон      | Дейна Скаллі            |
| Аннабет Гіш            | Моніка Рейєс            |
| Мітч Піледжі           | Волтер Скіннер          |
| Джеймс Пікенс молодший | Елвін Керш              |
| Люсі Лоулес            | Шеннон Макмагон         |
| Шейла Ларкен           | Маргарет Скаллі         |
| Том Брейтвуд           | Мелвін Фрогікі          |
| Дін Гаглунд            | Річард Ленглі           |
| Брюс Гарвуд            | Джон Фіцджеральд Байєрс |
| Кері Елвес             | Бред Фоллмер            |